# Itziar Martínez López
Itziar Martínez López (Maracena, Granada, 10 de enero de 1998) es una jugadora de balonmano española que juega de lateral para el Mecalia Atlético Guardés.

## Trayectoria
La primera línea nazarí se crio en la cantera del Balonmano Maracena, del que pasó al equipo de División de Honor Plata del Universidad de Granada.
Llegó al Balonmano Bolaños en la temporada 2020-21 y anotó un total de 129 goles en 26 partidos. Sin embargo, la segunda temporada fue dura debido a una lesión en su rodilla izquierda que la mantuvo alejada de los terrenos de juego casi toda la temporada. Su última temporada en el Bolaños, en División de Honor Oro, se desató como una gran goleadora, finalizando con 98 goles (a una media de 5 por partido).
En 2023, junto a Ania Ramos, fichó por el Mecalia Atlético Guardés. Esa temporada en la máxima competición nacional debutó en la primera jornada ante el Replasa Beti-Onak, el 2 de septiembre de 2023, en el que anotó sus primeros dos goles en la máxima competición.

### Clubes
| Temporada | Club                     | Competición                   |
| --------- | ------------------------ | ----------------------------- |
| 2019/2020 | Universidad de Granada   | División de Honor Plata (2.ª) |
| 2020/2021 | Balonmano Bolaños        | División de Honor Plata (2.ª) |
| 2021/2022 | Balonmano Bolaños        | División de Honor Plata (2.ª) |
| 2022/2023 | Balonmano Bolaños        | División de Honor Oro (2.ª)   |
| 2023/2024 | Mecalia Atlético Guardés | División de Honor (1.ª)       |

#### Estadísticas
(a fecha 14 de mayo de 2024)
|          | Liga | Copa | EHF |
| -------- | ---- | ---- | --- |
| Partidos | 23   | 2    | -   |
| Goles    | 67   | 3    | -   |

## Personal
Itziar tiene estudios de Pedagogía por la Universidad de Granada, aunque su intención es presentarse a las oposiciones de Guardia Civil o de Policía Nacional.